# 奧爾洪島
奧爾洪島，也译奥利洪岛，是俄羅斯的島嶼，是西伯利亞東部貝加爾湖中的最大島嶼，面積730平方公里，最高點海拔高度1,276米，離湖面818米，島上人口少於1,500，居民以漁民、農民和養牛戶為主。

## 景点
Cape Burkhan。 海角以双峰悬崖结束，称为“萨满岩”。 这个地方，以及祈祷柱“谢尔盖”最常在岛上的照片中描绘。 从远古时代起，萨满教徒就住在这里，即使是现在，一部分人仍崇拜灵魂和自然。
有两个主要的短途旅行：岛屿最北端的Cape Khoboy和岛屿南部的Ogoy。 夏季，您可以参加两次短途旅行。 一次旅行将补充另一次。 前往Cape Khoboy的道路是陆路上的UAZ军队小巴。 通往Ogoy岛的道路在船上乘水。 在冬季，当两条路线都通过冰路时，只选择其中一条路线是有意义的。

## 外部連結
- Photogallery of Olkhon island
- 2019’s Guide to Lake Baikal by Locals: Landmarks, Prices, and Accommodations

53°09′24″N 107°23′01″E / 53.15667°N 107.38361°E